# Branislav Stolárik
Branislav Stolárik (ur. 24 marca 1970 w Martinie) – słowacki hokeista. Trener hokejowy.

## Kariera
- MHC Martin (1993-1995)
- MsHK Žilina (1995-1996)
- MHC Martin (1996-1998)
- MHk 32 Liptovský Mikuláš (1998-1999)
- SKH Sanok (1999-2001)
- SG Cortina (2001-2002)
- TKH Toruń (2002-2003)
- KH Sanok (2003-2004)
- MHC Martin (2004-2006)

Występował w polskiej lidze: dwukrotnie w barwach klubu z Sanoka oraz w Toruniu. W tym czasie był autorem m.in. zwycięskiego gola zdobytego na dwie sekundy przed końcem dogrywki meczu z Podhalem Nowy Targ 9 stycznia 2001, strzałem oddanym z okolic środka lodowiska.
Od czerwca 2013 asystent trenera Daniela Babki w macierzystym klubie MHC Martin, ponadto pełni funkcję kierownika drużyny.

## Sukcesy i osiągnięcia
Klubowe
- Brązowy medal mistrzostw Słowacji: 1994 z MHC Martin
- Złoty medal mistrzostw Słowacji: 2006 z MsHK Żylina